# NGC 1821
NGC 1821 (другие обозначения — MCG -3-14-7, IRAS05095-1511, PGC 16898) — галактика в созвездии Заяц.
Этот объект входит в число перечисленных в оригинальной редакции «Нового общего каталога».
В галактике вспыхнула сверхновая SN 2002bj типа IIn, её пиковая видимая звездная величина составила 14,8.